# Kit para matar vampiros

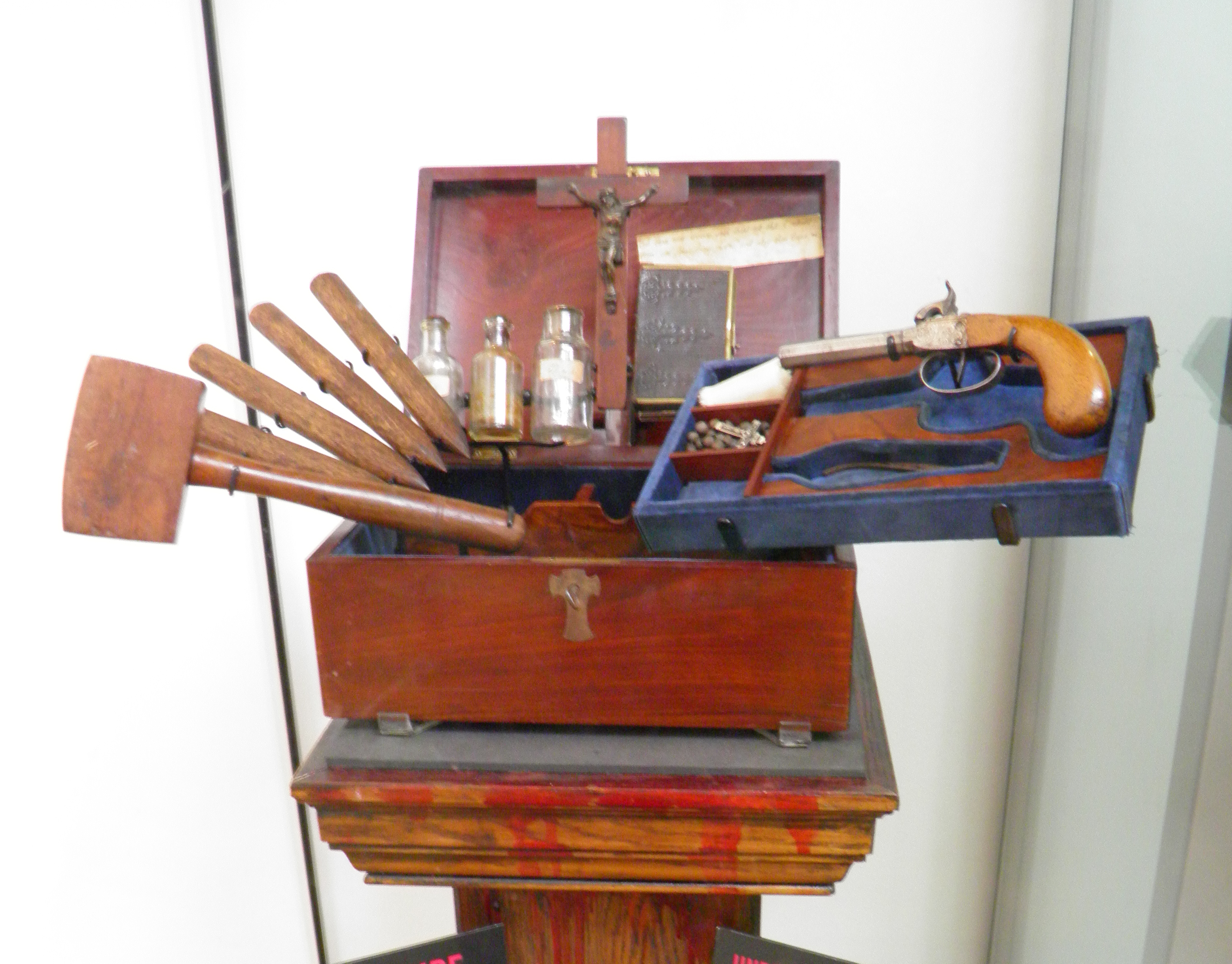
Kit para matar vampiros en la Armería Real.

Un kit para matar vampiros es una caja que contiene varios elementos comúnmente asociados con matar vampiros. Si bien a menudo se presentan como artículos del siglo XIX, se cree que datan de la segunda mitad del siglo XX como muy pronto.

## Fechaje
La documentación más antigua conocida de un kit es como accesorio en la película Fright Night de 1985. Un kit apareció a la venta en una subasta en Estados Unidos al año siguiente. Básicamente, determinó Ferguson, estos kits se compilaron en respuesta a la moda de mediados del siglo XX por las películas de terror de Hammer Film Productions.
En la década de 1980 se donó un kit diferente al Museo Mercer. En 2022 se vendió un kit que se atribuyó a Malcolm Hailey, I barón Hailey, quien murió en 1969, y la casa de subastas afirmó que lo recibió de uno de sus descendientes. Sin embargo, no existe ninguna documentación de época que respalde la propiedad de este kit.
La presencia de balas de plata en varios de los kits hace que sea poco probable que sean anteriores al siglo XX, ya que las balas de plata no estaban asociadas con la matanza de vampiros antes de ese momento. Jonathan Ferguson, Guardián de Armas de Fuego y Artillería en el Museo de la Armería Real, ha argumentado que el contenido de los kits no es consistente con la percepción popular sobre la matanza de vampiros antes de la década de 1970.

## Contenido
Los elementos incluidos en los kits para matar vampiros suelen datar del siglo XIX, aunque pueden combinarse con elementos como etiquetas de papel que son significativamente más recientes.
El kit de la colección de la Armería Real contiene una pistola de bolsillo que data de mediados del siglo XIX, estacas de madera con un mazo, un crucifijo, tinajas para agua bendita, tierra y ajo, un rosario y un Libro de Oración Común de 1851. Se ha evaluado que la caja data de alrededor de 1920, aunque el kit completo probablemente se ensambló alrededor de 1970 o después.
El kit de la colección del Museo Mercer fue objeto de análisis mediante fluorescencia de rayos X, lo que reveló que las balas de plata del kit estaban hechas de peltre sin contenido de plata. Además de las balas de peltre, este kit contenía una bala de plomo más convencional, una pistola, un molde para balas, un cuerno de pólvora, una cruz de marfil, una lupa, un frasco de vidrio y una jeringa de vidrio.

## Ventas en subasta
Los kits se han vendido a precios de miles de dólares: uno en 2010 se vendió en una subasta por £ 6000 y otro en 2012 por £ 7500. El kit vinculado al barón Hailey se vendió por £19 600. Muchos de los llamados kits para matar vampiros que aparecen en subastas o incluso en colecciones de museos se atribuyen a un tal «Profesor Ernst Blomberg»  y al fabricante de armas «Nicholas Plomdeur». Un artículo de Vamped descubrió publicaciones en foros de mensajes de un hombre que confesó haber inventado a ambos hombres para proporcionar un trasfondo histórico convincente para los kits para matar vampiros que comenzó a armar en 1979.